# 테이크 마이 아이스
《테이크 마이 아이스》(스페인어: Te doy mis ojos)는 스페인에서 제작된 이시아르 보야인 감독의 2003년 드라마 영화이다. 라이아 마룰, 루이스 토사르 등이 출연하였다. 2004년 제18회 고야상에서 작품상, 감독상, 남우 주연상(토사르), 여우 주연상(마룰), 여우 조연상(칸델라 페냐) 등 7개 부문을 수상하였다.

## 출연진
- 라이아 마룰
- 루이스 토사르
- 칸델라 페냐
- 로사 마리아 사르다
- 키티 만베르
- 세르히 카예하
- 추스 구티에레스

## 기타 제작진
- 공동 제작: 엔리케 곤살레스 마초
- 의상: 에스티발리스 마르키에히